# دهه ۱۲۵۰ (پیش از میلاد)

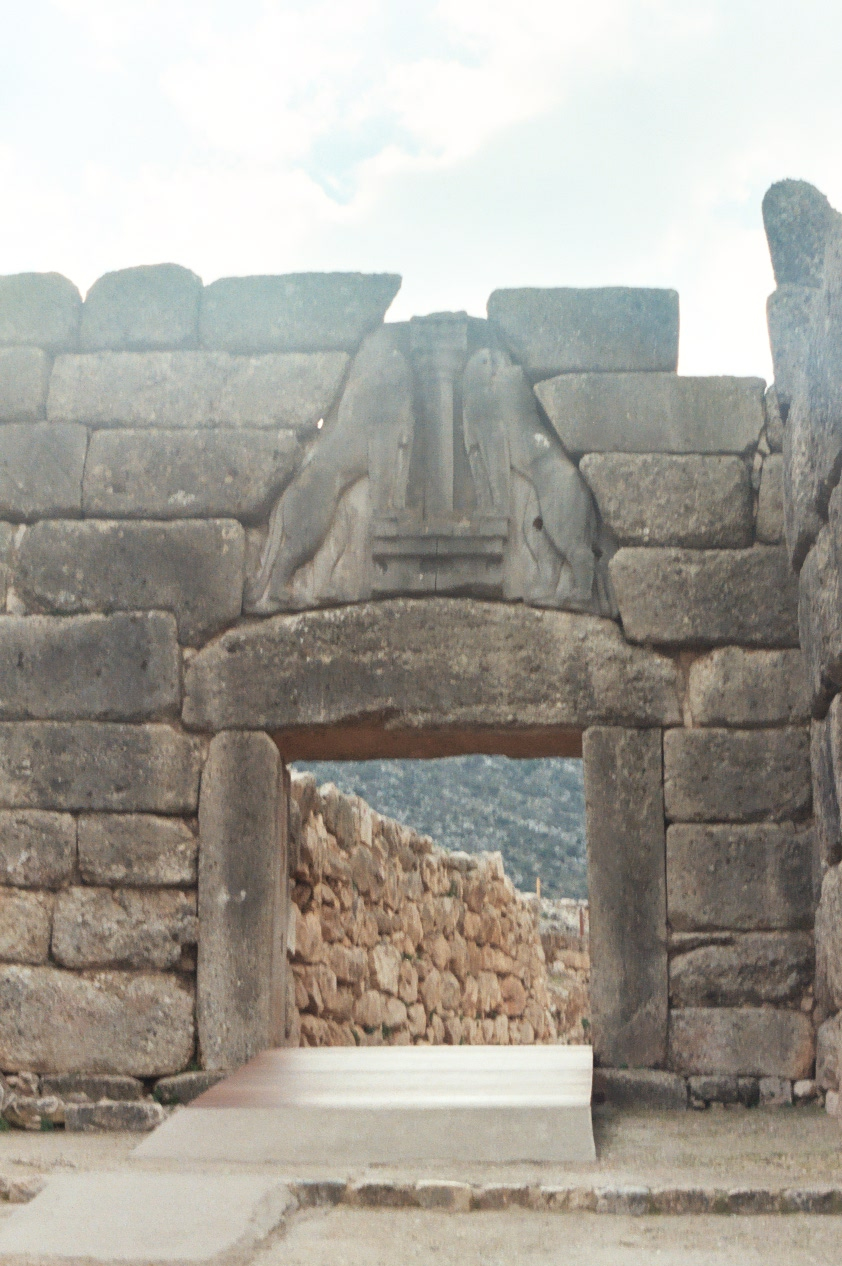
Lion Gate at Mycenae

دهه ۱۲۵۰ (پیش از میلاد) صد و بیست و پنجمین دهه قبل از مبدا شروع تقویم میلادی است.